# Thursania voodoalis
Thursania voodoalis är en fjärilsart som beskrevs av William Schaus 1916. Thursania voodoalis ingår i släktet Thursania och familjen nattflyn. Inga underarter finns listade i Catalogue of Life.